# Maurice Goguel
Pour les articles homonymes, voir Goguel.
Henry Maurice Goguel, né le 20 mars 1880 dans le 9e arrondissement de Paris, ville où il est mort le 31 mars 1955 dans le 15e arrondissement, a été professeur et doyen de la Faculté de théologie protestante de Paris, directeur d'études à l'École pratique des hautes études et professeur à la Sorbonne.
Il a publié une œuvre abondante de recherche historique concernant le christianisme primitif.

## Famille
Le 26 décembre 1906 à Nancy, Maurice Goguel épouse Jeanne Mina Louise Nyegaard. De ce mariage, naissent quatre enfants :
- Jean Goguel (1908-1987), ingénieur général des mines, géologue et géophysicien ;
- François Goguel (1909-1999), homme politique et constitutionnaliste ;
- Élisabeth Goguel (1914-2000) dite Élisabeth Labrousse, historienne et philosophe, spécialiste de la pensée de Pierre Bayle et de la révocation de l'édit de Nantes ;
- Anne-Marie Goguel (1926-1996), enseignante, agrégée de philosophie, a été engagée en France et dans le monde contre le racisme et pour l’amitié des peuples[2].

## Publications

### Ouvrages
- La notion johannique de l'esprit et ses antécédents historiques, étude de théologie biblique. Thèse présentée à la Faculté de théologie protestante de Paris pour obtenir le grade de bachelier en théologie. Université de Paris, 1902.
- L'apôtre Paul et Jésus-Christ. Thèse présentée à la Faculté de théologie protestante de Paris, pour obtenir le grade de licencié en théologie. Université de Paris, 1904.
- Wilhelm Herrmann et le problème religieux actuel. Thèse présentée à la Faculté de théologie protestante de l'Université de Paris, pour obtenir le grade de docteur en théologie. Université de Paris, 1905.
- La théologie d'Albert Ritschl. 1905.
- La Nouvelle phase du problème synoptique. 1907.
- Les chrétiens et l'Empire romain à l'époque du Nouveau Testament. 1908.
- L'évangile de Marc et ses rapports avec ceux de Mathieu et de Luc : essai d'une introduction critique à l'étude du second Évangile. 1909.
- Les sources du récit johannique de la Passion. 1910.
- L'eucharistie, des origines à Justin Martyr. 1910.
- Essai sur la chronologie paulinienne. 1912.
- La bible de l'étudiant. 1913.
- Le texte et les éditions du Nouveau Testament grec. 1920.
- Un exemple de discussion… Examen de la thèse de Paul-Louis Couchoud sur la non-historicité de Jésus. 1925.
- Jésus de Nazareth. Mythe ou Histoire. 1925.
- (Traduction anglaise de l'ouvrage précédent) Jesus the Nazarene Myth or History. 1926 Texte en ligne
- Jean-Baptiste : au seuil de l'Évangile : la tradition sur Jean-Baptiste, le baptême de Jésus, Jésus et Jean Baptiste, histoire de Jean-Baptiste. 1928.
- Jésus et le messianisme politique, examen de la théorie de M. Robert Eisler. 1930.
- Trois études sur la pensée religieuse du christianisme primitif. 1931.
- Critique et histoire à propos de la Vie de Jésus. 1931.
- La doctrine de l'impossibilité de la seconde conversion dans l'Epitre aux hébreux et sa place dans l'évolution du christianisme. 1931.
- Jésus et les origines du christianisme. (1) La Vie de Jésus. Payot, 1932.
- La foi à la résurrection de Jésus dans le christianisme primitif : étude d'histoire et de psychologie religieuses. 1933.
- Alfred Loisy. École pratique des hautes études. Section des sciences religieuses. Annuaire 1940-1941 et 1941-1942.
- Jésus et les origines du christianisme.(2) La Naissance du christianisme (1946)
- Le problème de l'Église…rédigé sous la direction de Maurice Goguel, etc. avec la collaboration de Jean Berton, Marc Boegner, Gabriel Bouttier, André Jundt, Georges Marchal. 1947.
- Jésus et les origines du christianisme.(3) L'Église primitive (1947)
- Les premiers temps de l'Église. 1949.

### Préfaces
- Hollard, Auguste. Apothéose de Jésus. 1921.
- Luther, Martin (1483-1546) Introduction, traduction et notes. 1925.
- Lietzmann, Hans. Histoire de l'Église ancienne. I : les Commencements. 1936
- Bultmann, Rudolf. Le christianisme primitif dans le cadre des religions antiques. 1950.